# Поклонись до земли
«Поклонись до земли» (укр. Вклонися до землі) — советский художественный фильм, снятый режиссёром Леонидом Осыкой на Киевской киностудии им. А. П. Довженко в 1985 году.
По мотивам документального сборника Владимира Яковенко «Партизанки».
Премьера фильма состоялась 18 февраля 1986 года. Прокат — 4 млн зрителей.

## Сюжет
Мама Мария, участница партизанского отряда во время войны, встречает ветерана, который сообщает ей, что Тимофей, которого она считала погибшим, жив. Вместе они вспоминают своё боевое прошлое. Война приходит в украинский хутор, где живёт Мария с детьми. После серии трагических событий, она находит в себе силы жить дальше, воспитывая детей, потерявших родителей во время войны. Спустя много лет, заслуживая павшим воинам, она спешит к своей дружной семье.

## В ролях
- Стефания Станюта — Мария
- Надежда Маркина — Мария в молодости
- Виктор Фокин — Тимофей Иванович Ткачук в молодости
- Павел Кормунин — Тимофей Иванович Ткачук
- Нина Тобилевич — Нина
- Слава Князев — Алёша
- Евгений Пашин — Николай
- Александр Мовчан — Матвей
- Лев Колесник — командир отряда
- Лесь Сердюк — Антип, полицай
- Николай Крюков — ветеран
- Светлана Князева — певица
- Владимир Андреев — офицер

## Съёмочная группа
- Режиссёр: Леонид Осыка
- Сценарист: Валентин Ежов
- Оператор: Валерий Квас
- Художник: Пётр Слабинский
- Звукорежиссёр: Александр Кузьмин
- Композитор: Владимир Губа

## Фестивали и награды
- 1985 — Режиссёру Леониду Осыке был присвоен приз Госкино УССР и диплом фестиваля за воплощение военно-патриотической темы
- 1985 — Оператору Валерию Квасу был присвоен диплом за операторскую работу на Республиканском кинофестивале «Человек труда на экране» в Жданове